# Selaginella nipponica
Selaginella nipponica là một loài dương xỉ trong họ Selaginellaceae. Loài này được Franch. & Sav. mô tả khoa học đầu tiên năm 1877.